# Жураев, Шавкат
Шавкат Жураев (род. 1974, Кашкадарьинская область) — узбекский самбист, бронзовый призёр первенства мира среди юношей, чемпион мира среди юниоров, чемпион Азии 2014 года, бронзовый призёр Кубка мира 1998 года, чемпион (2002, 2005), серебряный (2000, 2001, 2003, 2010, 2013) и бронзовый (2004, 2009, 2014) и призёр чемпионатов мира. Выступал в легчайшей весовой категории (до 52 кг). Тренировался под руководством У. Аблокулова и А. А. Ермишкина. Выпускник Самаркандского колледжа олимпийского резерва. Завершил спортивную карьеру в 2014 году после чемпионата мира в Нарите (Япония), где завоевал бронзовую медаль.